# Sven Andersson i Billingsfors
Sven August Holger Andersson, Andersson i Billingsfors, född 5 september 1917 i Laxarby i Älvsborgs län, död 3 januari 2000 i Steneby, var en svensk socialdemokratisk riksdagspolitiker.
Sven Andersson var riksdagsledamot i andra kammaren från 1958. Han var till yrket pappersbruksarbetare innan den politiska karriären startade. Sven Andersson är begravd på Ärtemarks kyrkogård.